# Anglikanska kyrkan i Japan
Japanska heliga katolska kyrkan eller Nippon Sei Ko Kai upprättades i Japan 1887 och är en självständig anglikansk kyrka. 

### Fotnoter
1. ↑  ”About Nippon Sei Ko Kai”. nskk.org. http://www.nskk.org/province/en_index.html.